# His Western Way
His Western Way er en amerikansk stumfilm fra 1912 af Romaine Fielding.

## Medvirkende
- Romaine Fielding
- Mary Ryan
- Robyn Adair – Percy